# Provincia de Las Tunas
Las Tunas es una provincia del Oriente de Cuba que ocupa el noveno lugar en extensión con 6587,75 kilómetros cuadrados, representando el 6,0 por ciento de la superficie total del país. Aloja el 4,8 por ciento de la población cubana con 532 645 habitantes, con una densidad de 81,1 habitantes por kilómetro cuadrado. La ciudad de Las Tunas es su capital y el núcleo urbano más poblado. Es también una de las provincias más jóvenes pues se creó en 1975, conformándose en territorios pertenecientes a las antiguas provincias de Camagüey y Oriente.

## Historia
En la parte occidental del actual municipio de Las Tunas los aborígenes cubanos constituyeron hace casi cuatro siglos el cacicazgo de Cueibá.
En el año 1603 ya existía en la zona del antiguo cacicazgo el Hato de Las Tunas, llamado así por las posibilidades que ofrecía el lugar para la cría y desarrollo de ganado vacuno, zona fértil y rica en abundantes pastos, donde crecía la especie de plantas xerófitas conocidas popularmente por tunas.
Dadas las posibilidades que ofrecía la comarca, en la segunda mitad del siglo XVII se estableció en ella un hombre llamado don Diego Clemente de Rivera, quien construyó corrales para la cría de reses. Además, creó las condiciones para que otros criadores la utilizaran en su paso hacia la zona más oriental, fundamentalmente a Bayamo. Por entonces la región comenzó a conocerse por San Gregorio de Las Tunas.
Con el paso de los años, y a manera de facilitar el nombre del sitio, se conoció por Corrales de Las Tunas, hasta que a finales del siglo XVIII, y dada la división política existente, se llamó Las Tunas de Bayamo.
Con ese nombre transcurrió la primera mitad del siglo XIX, y ya en plena campaña emancipadora, el 16 de agosto de 1869, las fuerzas del general Manuel de Quesada atacaron la ciudad, y, cuando estaba prácticamente en su poder, este decidió retirarse ante el asombro de sus seguidores. Este hecho dio pie a que los españoles consideraran la batalla como un triunfo de sus armas y le dieron el nombre de Victoria de Las Tunas. En esta intentona de tomar la ciudad participó con las fuerzas rebeldes Vicente García, el patriota insigne de la comarca. Y no es hasta 1976 en que la Revolución le da el nombre actual de Las Tunas, a partir de una nueva división político–administrativa efectuada por entonces.

## Geografía
Ubicación geográfica
La provincia de Las Tunas está situada en la región oriental, entre 20° 30′ y 21° 27′ de latitud norte y los 77° 48′ y 76° 58′ de longitud oeste.
Límites geográficos
- Al Norte: Provincia de Camagüey y Océano Atlántico
- Al Este: Provincia de Holguín
- Al Sur: Provincia de Granma y Golfo de Guacanayabo
- Al Oeste: Provincia de Camagüey

Predominan las llanuras; al norte, la llanura del Norte de Camagüey-Las Tunas donde se encuentran las lomas de Caisimú, Dumañuecos, Cerro Verde, loma Jengibre; al centro la llanura del Sur de Camagüey-Las Tunas; y al sur, la llanura del Cauto. Las alturas de Cañada Honda con 219 m son la mayor elevación de la provincia.
Su hidrografía está representada por los ríos Chaparra, Jobabo, Sevilla, y Tana que con sus 74 km es el de mayor longitud. Los principales embalses son Juan Sáez, Las Mercedes, Gramal, Ciego y Yariguá. Predominan los suelos pardos, ferralíticos, hidromórficos y vertisuelos.
El territorio posee 338 kilómetros de costas, de los que 265 corresponden a la costa norte y 63 a la costa sur. En la costa norte se destacan cinco bahías, siendo la de Puerto Padre y Chaparra la más importante por su puerto y terminal de embarque de azúcar.

## Municipios
Las Tunas está dividida en ocho municipios, tres en la costa norte: Manatí, Puerto Padre y Jesús Menéndez; dos en el centro: Las Tunas y Majibacoa; y tres en la costa sur: Jobabo, Colombia y Amancio.
| Datos territoriales de los municipios de la provincia de Las Tunas |                              |                                    |                                                 |                                        |
| Municipio                                                          | Superficie territorial (km²) | Por ciento respecto a la provincia | Posición respecto a los 169 municipios del país | Distancia a la capital provincial (km) |
| Manatí                                                             | 954,26                       | 14,5                               | 27                                              | 49                                     |
| Puerto Padre                                                       | 1180,23                      | 17,9                               | 12                                              | 52                                     |
| Jesús Menéndez                                                     | 637,38                       | 9,7                                | 71                                              | 67                                     |
| Majibacoa                                                          | 622,25                       | 9,4                                | 76                                              | 9                                      |
| Las Tunas                                                          | 895,34                       | 13,6                               | 34                                              | -                                      |
| Jobabo                                                             | 885,79                       | 13,4                               | 36                                              | 40                                     |
| Colombia                                                           | 559,97                       | 8,5                                | 96                                              | 58                                     |
| Amancio                                                            | 852,53                       | 12,9                               | 41                                              | 86                                     |
| TOTAL                                                              | 6587,75                      | 100                                | -                                               | -                                      |

## Demografía
Las Tunas tiene una densidad de población que se corresponde con la media del país, distribuida bastante uniformemente por todo el territorio, con un 37,8 por ciento de sus habitantes residiendo en zonas rurales. La provincia tiene en el año 2008 la más alta esperanza de vida al nacer del país, y una de las más bajas tasas de mortalidad infantil.
Los principales núcleos urbanos son:
- Las Tunas, 143 582 habitantes[2]
- Puerto Padre, 31 854 habitantes[2]
- Amancio, 26 658 habitantes[2]
- Colombia, 22 295 habitantes[2]

| Datos demográficos de los municipios de la provincia de Las Tunas |                      |                                    |                                                 |
| Municipio                                                         | Número de habitantes | Por ciento respecto a la provincia | Posición respecto a los 169 municipios del país |
| Manatí                                                            | 31 231               | 6,0                                | 118                                             |
| Puerto Padre                                                      | 91 882               | 17,5                               | 31                                              |
| Jesús Menéndez                                                    | 49 205               | 9,5                                | 68                                              |
| Majibacoa                                                         | 41 802               | 7,7                                | 88                                              |
| Las Tunas                                                         | 202 105              | 36,5                               | 9                                               |
| Jobabo                                                            | 44 851               | 9,0                                | 74                                              |
| Colombia                                                          | 32 612               | 6,1                                | 113                                             |
| Amancio                                                           | 38 957               | 7,7                                | 89                                              |
| TOTAL                                                             | 532 645              | 100                                | -                                               |

## Clima
El clima predominante en Las Tunas es del tipo cálido tropical, con estación lluviosa en el verano. En la temporada que va aproximadamente de noviembre a abril, las variaciones del tiempo y el clima se hacen más notables, con cambios bruscos en el tiempo diario, asociados al paso de sistemas frontales, a la influencia anticiclónica de origen continental y de centros de bajas presiones extratropicales. De mayo a octubre, por el contrario, se presentan pocas variaciones en el tiempo, con la influencia más o menos marcada del Anticiclón del Atlántico Norte. Los cambios más importantes se vinculan con la presencia de disturbios en la circulación tropical (ondas del este y ciclones tropicales).

## Símbolos
El escudo consta de cuatro cuarteles o departamentos, los cuales pueden describirse de la siguiente manera:
En la parte superior izquierda aparece la figura de un insecto volador muy conocido por su laboriosidad: la abeja, la cual simboliza el trabajo y la vocación activa del pueblo tunero.
En la parte superior derecha está la imagen de una llave, que representa la posición geográfica que ocupa Las Tunas en el mapa geográfico cubano, entre el legendario Camagüey y el indómito Oriente.
La parte inferior izquierda recoge la imagen de una ceiba, el árbol que cobijó a los guerreros del siglo XIX y alrededor del cual se fundó la ciudad. Este símbolo de la flora autóctona se encuentra insertado dentro de un contexto de tonalidades verdes, tan recurrente en el panorama rural del territorio.
En la parte inferior derecha aparecen las ruinas del cuartel de las 28 columnas, antiguo bastión militar del colonialismo español en la ciudad, hoy escuela elemental. Simboliza la derrota de las huestes ibéricas en la zona. También figura la imagen de una mujer, cuya participación de sus luchas son reconocidas por la historiografía. Además, una hoguera, símbolo de las veces que fue quemada la ciudad en holocausto a la libertad. La planta llamada tuna es una sugerencia acerca de por qué se llama así esta comarca.
Al pie del escudo, aparece una leyenda, que es un fragmento de la frase dicha por el Mayor General Vicente García González el 26 de septiembre de 1876, cuando, al incendiar la ciudad, dijo: «Tunas, con dolor en mi alma te prendo candela, pero prefiero verte quemada antes que esclava». De ahí la divisa del escudo: quemada antes que esclava.

## Economía
Las Tunas ha sido tradicionalmente una provincia de predominio agrícola, ganadero y azucarero (...)
En cuanto a la industria, destacan la producción de azúcar y sus derivados, y la metalúrgica (...)

## Comunicaciones
Debido a la estratégica situación de la provincia que da acceso al oriente de Cuba, es atravesada por importantes vías de comunicación:
- La carretera central;
- El ferrocarril central.

Todas las cabeceras municipales están conectadas por vías pavimentadas en regular estado.

Una amplia red de ferrocarriles cubre toda la provincia, la mayoría en desuso actualmente por el fuerte declive de la industria azucarera (...)
La provincia cuenta con el aeropuerto Hermanos Ameijeiras, situado al norte de la ciudad de Las Tunas, con dos vuelos semanales a la capital del país.

### Prensa escrita
En la provincia se publica un único periódico con frecuencia semanal, el Periódico 26, que se edita en la ciudad de Las Tunas todos los viernes.

### Radio
Una emisora de radio cubre con su señal toda la provincia, Radio Victoria. Varias emisoras transmiten localmente para sus municipios: en Puerto Padre, Radio Libertad Archivado el 13 de diciembre de 2009 en Wayback Machine.; y Radio Maboas en el sureño municipio de Amancio.

### Televisión
La provincia cuenta con dos emisoras locales de televisión, TunasVisión que transmite desde la ciudad de Las Tunas por el canal 65, y el Canal Azul que transmite desde la ciudad de Puerto Padre.
Además, en toda la provincia se recibe la señal de los cinco canales nacionales cubanos.